# Mark Cerny
Mark Cerny, född 24 augusti 1964, är en amerikansk datorspelsdesigner, programmerare, producent och företagsledare. 2004 fick han Lifetime Achievement Award från International Game Developers Association och 2010 togs han upp i Academy of Interactive Arts & Sciences Hall of Fame. År 2013 presenterades Cerny som chefsarkitekten för Sony Computer Entertainments spelkonsol Playstation 4.
Han har bland annat arbetat med datorspelen Marble Madness, Kid Chameleon och The Ooze.